# 정소연
정소연(鄭昭延, 1983년 2월 25일 ~ )은 대한민국의 과학 소설 작가 , 번역가이다. 서울대학교 사회복지학과, 철학과를 졸업하였다. 제2회 과학기술창작문예에서 스토리를 맡은 만화 <우주류>로 가작을 받았으며, 2006년 제 48회 서울대학교 대학문학상 소설 부문에서 <마산앞바다>로 가작을 받았다. 현재는 거울에서 작품들을 발표하고 있다. 《잃어버린 개념을 찾아서》(창비), 《U-ROBOT》(황금가지), 《백만 광년의 고독》(오멜라스)등 국내 과학소설 단편선에 작품을 실었다.
송경아의 평에 따르면 '지사형 번역가'로, 장애, 청소년, 성정체성에 관심이 있다고 밝히고 있다. 진보신당 (현 노동당) 당원이기도 하나 송경아와 달리 정당활동은 하지 않는 것으로 보인다. 2009년 9월부터 2010년 가을까지 문지문화원에서 <사회문학으로서의 과학 소설 - SF와 마이너리티>라는 강의를 진행했다.
오랜동안 개인 소설집은 없다가 2015년 10월에 첫 단편 소설집 《옆집의 영희 씨》를 출판하였다.

## 발표작

### 단행본

#### 공동 단행본
- Happy SF 무크지 2호(행복한 책읽기)
  - <앨리스와의 티타임>
- 《잃어버린 개념을 찾아서》- 2007년 11월, 창비. ISBN 9788936456054
  - 〈비거스렁이〉
- 《한국 환상 문학 단편선》- 2008년 7월, 황금가지. ISBN 9788960172555
  - 〈마산앞바다〉
- 《U, ROBOT》- 2009년 2월, 황금가지. ISBN 9788960171923
  - 〈우주류〉
- 《백만 광년의 고독》- 2009년 12월, 오멜라스(웅진). ISBN 8901103028
  - 〈입적〉
- 《아빠의 우주여행》- 2010년 6월, 황금가지. ISBN 9788994210278
  - 〈처음이 아니기를〉
- 《독재자》- 2010년 11월, 뿔(웅진). ISBN 9788901114859
  - 〈개화〉
- 《인문예술잡지 F 6호 - 예술가의 프로그램》- 2012년 8월, 문지문화원사이. ISBN 9772287133009
  - 〈도약〉
- 《창비어린이 2014. 가을》- 2014년 9월, 창비. ISBN 9771599869002
  - 〈이사〉
- 《과학동아 2016. 4》- 2016년 4월, 동아사이언스. ISBN K122434848
  - 〈돌먼지〉

#### 단편집
- 《옆집의 영희 씨》- 2015년 10월, 창비. ISBN 9788936456702

### 번역 작품 목록
- 《노래하던 새들도 지금은 사라지고》 - 2005년, 행복한책읽기
- 《어둠의 속도》- 2007년, 북스피어
- 《망고가 있던 자리》- 2007년, 궁리
- 《원더월드 - 그린북》- 2007년, 북스피어
- 《화성 아이, 지구 입양기》- 2008년, 황금가지
- 《다른 늑대도 있다》- 2009년, 창비
- 《저 반짝이는 별들로부터》- 2009년, 창비
- 《루나》- 2010년, 궁리
- 《초키》- 2011년, 북폴리오
- 《플랫랜더》- 2013년, 새파란상상
- 《이름이 무슨 상관이람》- 2013년, 궁리
- 《허공에서 춤추다》- 2015년, 폴라북스

### 기타
- <구름의 고향> - 2009년, 2009 세계천문의 해 웹진
- 《프레시안 親Book》
- 《미지에서 묻고 경계에서 답하다》- 2014년, 사이언스북스. ISBN 9788983716552
  - 〈여기 존재하는 어떤 경계에 대해〉
- 《상상력과 지식의 도약》- 2015년, 이학사. ISBN 9788961472159
  - 〈SF, 과학적 상상과 상상적 과학의 교차〉